# Gemmuloborsonia moosai
Gemmuloborsonia moosai é uma espécie de gastrópode do gênero Gemmuloborsonia, pertencente a família Turridae.